# Кембрійський вибух

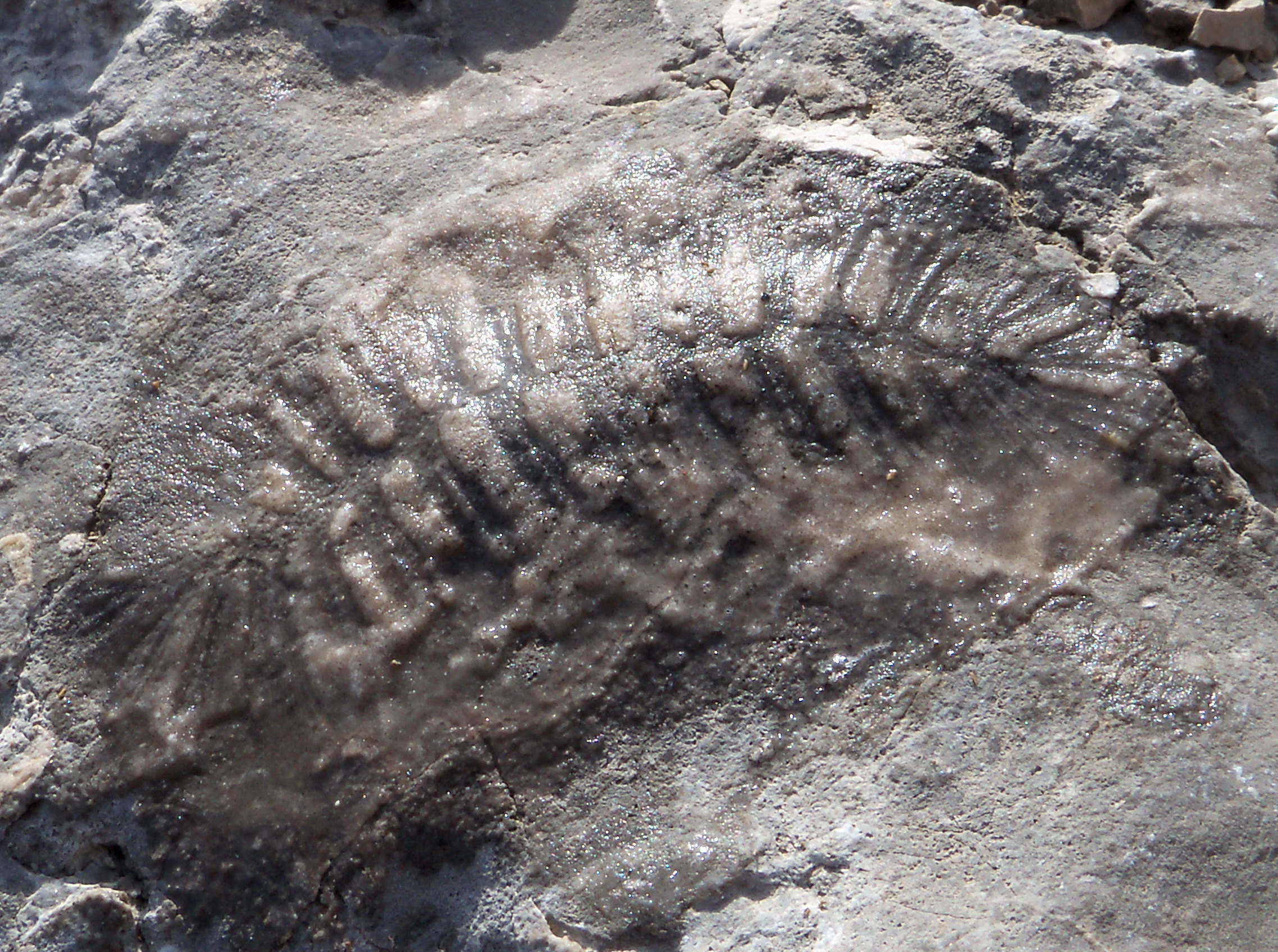
Скам'янілість, що виникла внаслідок фосилізації (Крим, г. Перчем-Кая)

Кембрійський вибух — раптова (в геологічному сенсі) поява в ранньокембрійських (близько 540 млн років тому) відкладеннях скам'янілостей представників багатьох підрозділів тваринного царства, на тлі відсутності їх скам'янілостей або скам'янілостей їхніх предків у докембрійських відкладеннях. У міру накопичення палеонтологічних даних інтерпретація кембрійського вибуху неодноразово змінювалася.

## Історія та проблематика
Починаючи з Вільяма Бакленда (1784—1856), геологам було відомо про існування границі відкладень, нижче якої викопні рештки не виявляються. У 1859 році Чарлз Дарвін розглядав це «майже повну, наскільки наразі відомо, відсутність під кембрійськими шарами формацій, багатих копалинами» як такий аргумент проти його теорії еволюції, на який у нього немає задовільної відповіді. Дарвін присвятив окрему главу своєї праці «Походження видів» обговоренню цієї проблеми. Його власна гіпотеза полягала в тому, що в докембрії нинішні континенти могли знаходитися на океанському дні, на глибинах, де не могли формуватися викопні рештки.
1914 року американський палеонтолог Чарлз Волкотт, який займався вивченням північноамериканських копалин, ввів поняття «ліпаліанського» періоду, не представленого в скам'янілостях через те, що тамтешні організми не зберігалися. Гіпотетично, саме ці незбереженні організми і були предками кембрійської фауни.
В цілому рання проблематика «кембрійського вибуху» полягала в спробах пояснити раптову появу скам'янілостей на нижній межі кембрію і їхню відсутність в древніших відкладеннях — як свідченнях існування чи неіснування життя в попередній період історії Землі.
Сучасний інтерес до даної теми був підігрітий роботою Гаррі Віттінгтона (Harry B. Whittington) і його колег, які в 1970-х роках повторно проаналізували сукупнісь скам'янілостей з сланців Берджеса і зробили висновок, що більшість з них є рештками організмів, принципово відмінних від будь-яких тварин, що існують нині (див. вендобіонти). Робота Стівена Гулда «Дивовижне життя», яка стала популярною відкрила цю тему для широкої публіки і знову зробила актуальною проблему існування і природи кембрійського вибуху. Хоча й істотно розходячись в деталях, як Віттінгтон, так і Гулд припустили, що всі сучасні типи тваринного царства виникли на межі кембрію майже раптово, не будучи нащадками раніше існуючої фауни.
Однак інші дослідження, як 1970-х років, так і більш пізні, відзначали, що складні тварини, схожі з сучасними видами, виникли задовго до початку кембрію. У будь-якому випадку, численні свідчення на користь існування життя задовго до кембрію зняли з порядку денного питання про «кембрійський вибух», як феномен раптового виникнення життя.
Питання про причини і механізми чергового зростання складності і різноманітності форм життя на межі кембрію, що не є нащадками зниклих хайнаньської і вендської біот, залишається відкритим. На сьогоднішній день проблематика «кембрійського вибуху» зосереджена на двох ключових питаннях:
- Чи справді в ранньому кембрії сталося «вибухоподібне» зростання різноманітності і складності організмів.
- Що могло послужити причиною настільки швидкої еволюції?

#### Занепад бактеріальних матів (1,25 млрд років)

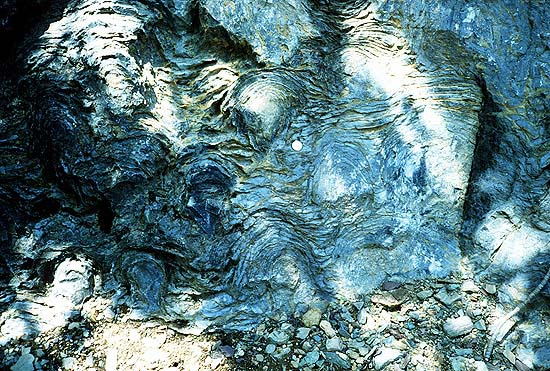
Докембрійський строматоліт

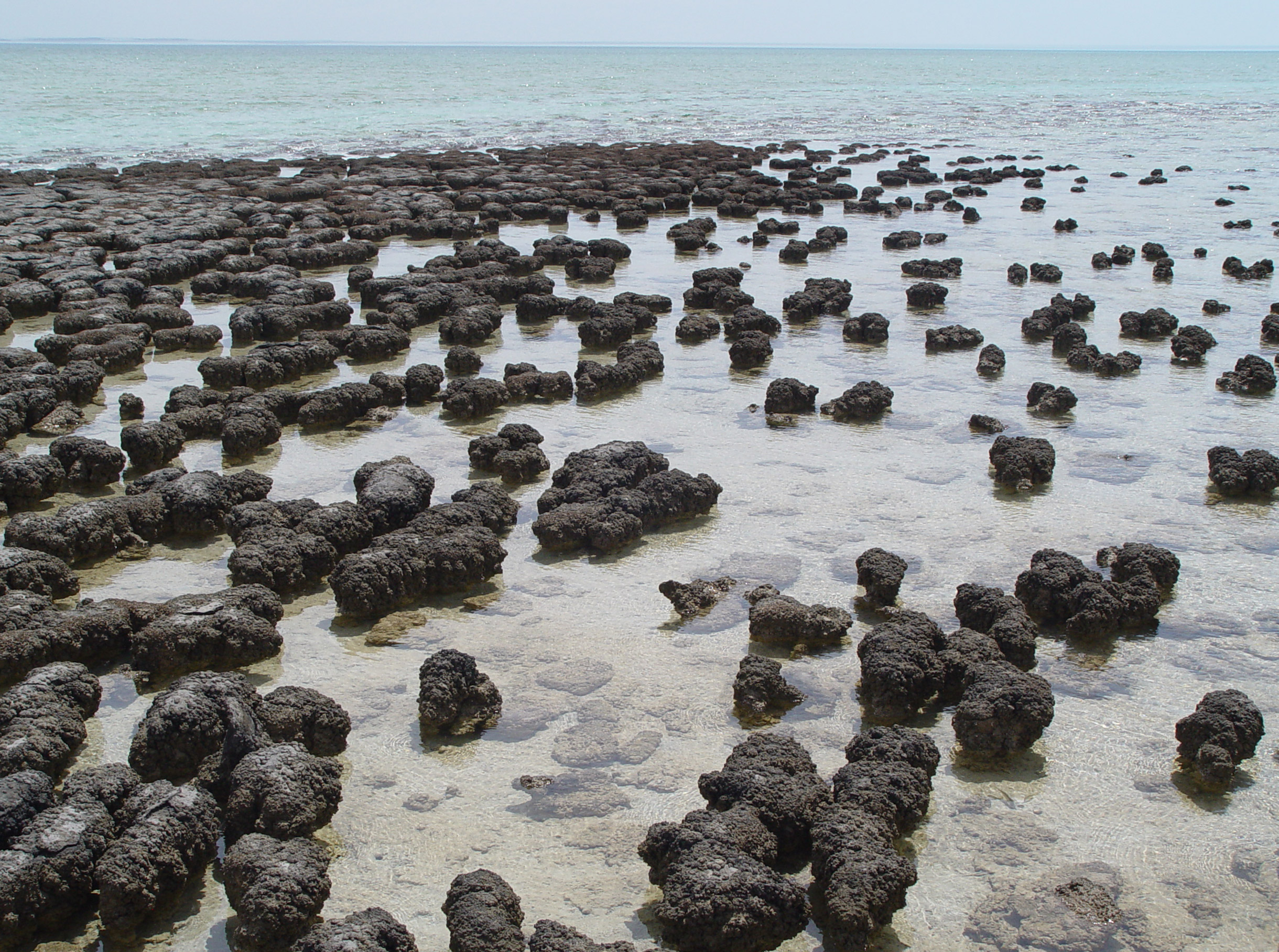
Сучасні строматоліти. Західна Австралія.

#### Едіакарська фауна (610—543 млн років)

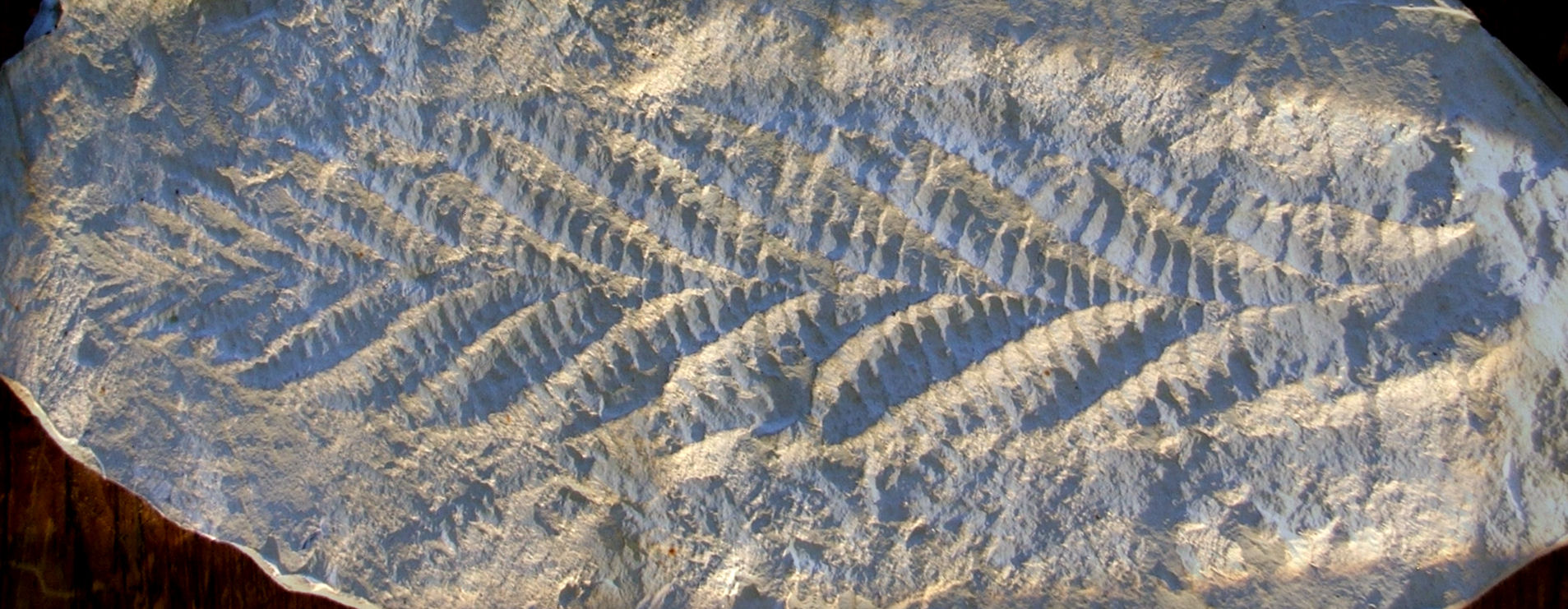
Чарнія

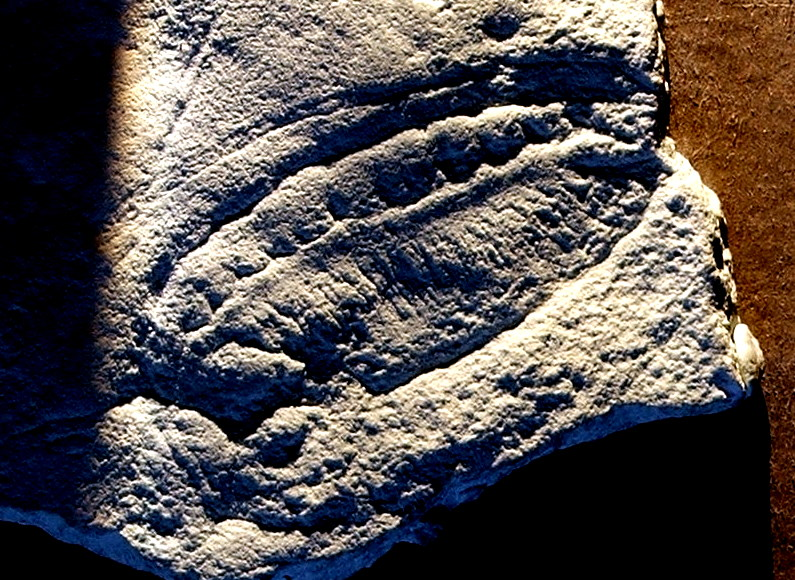
Кімберела

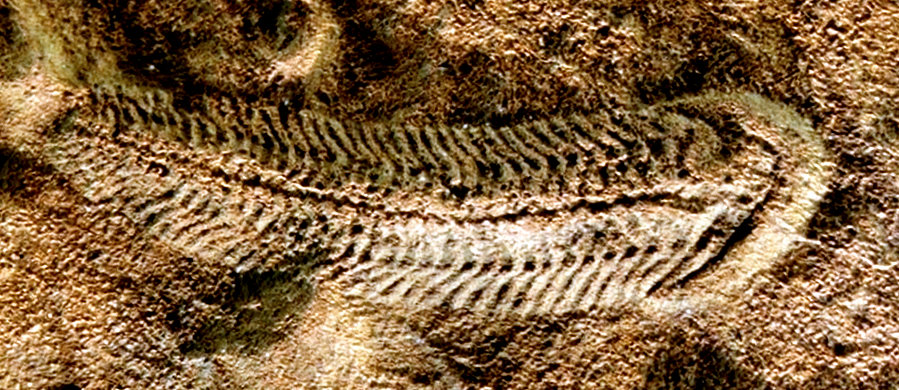
Сприггіна

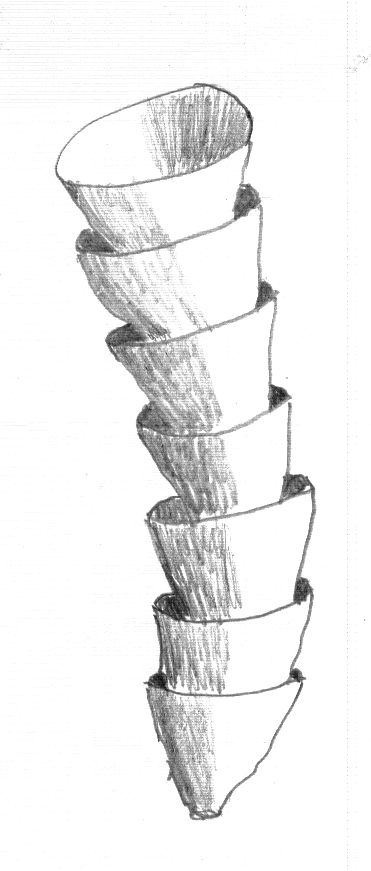
Клоудина

#### Зростання різноманітності слідів, залишених організмами (565—543 млн років)

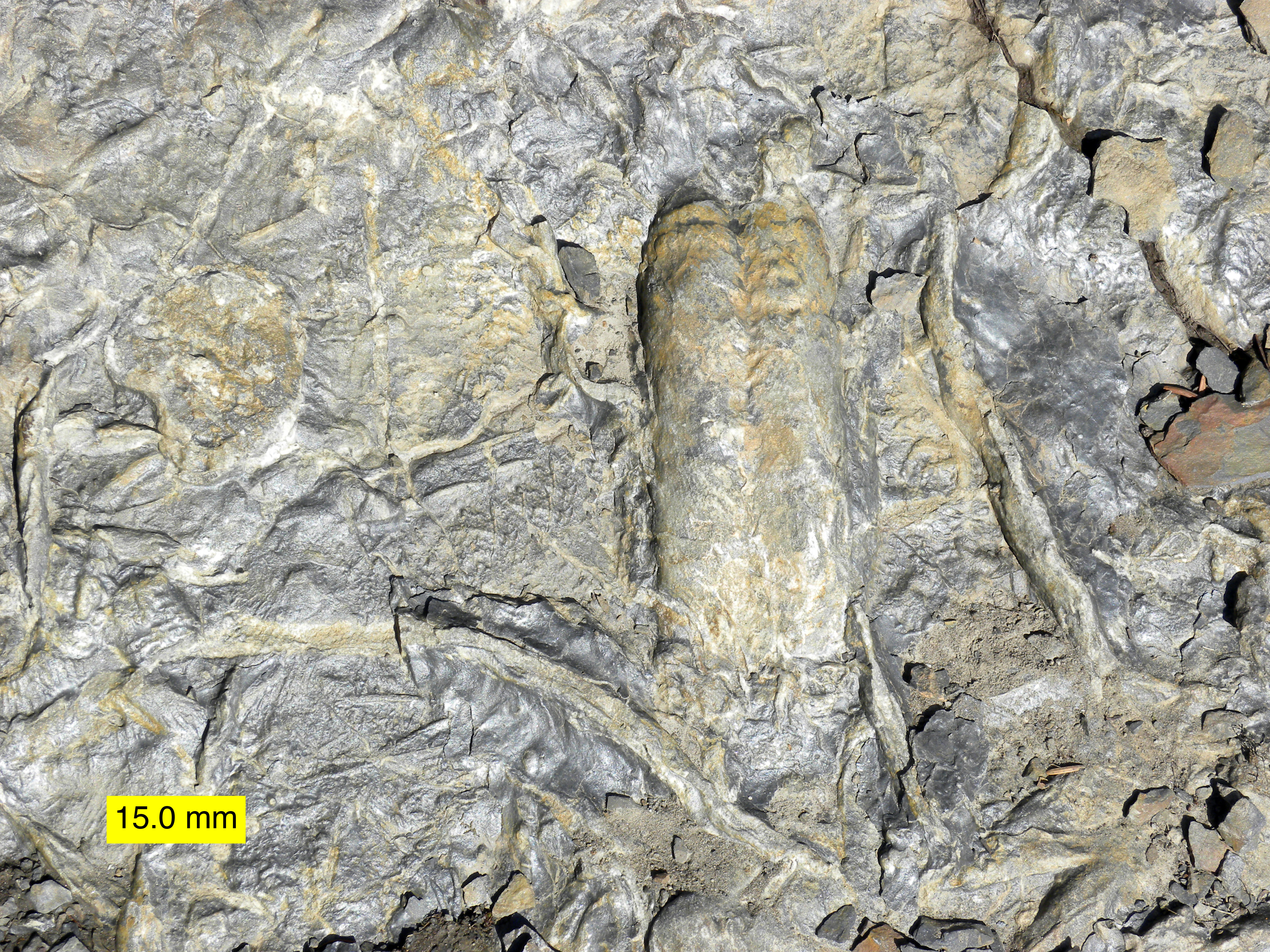
Скам'янілі сліди Rusophycus, залишені трилобітами.

#### Раковинна фауна (543—533 млн років)

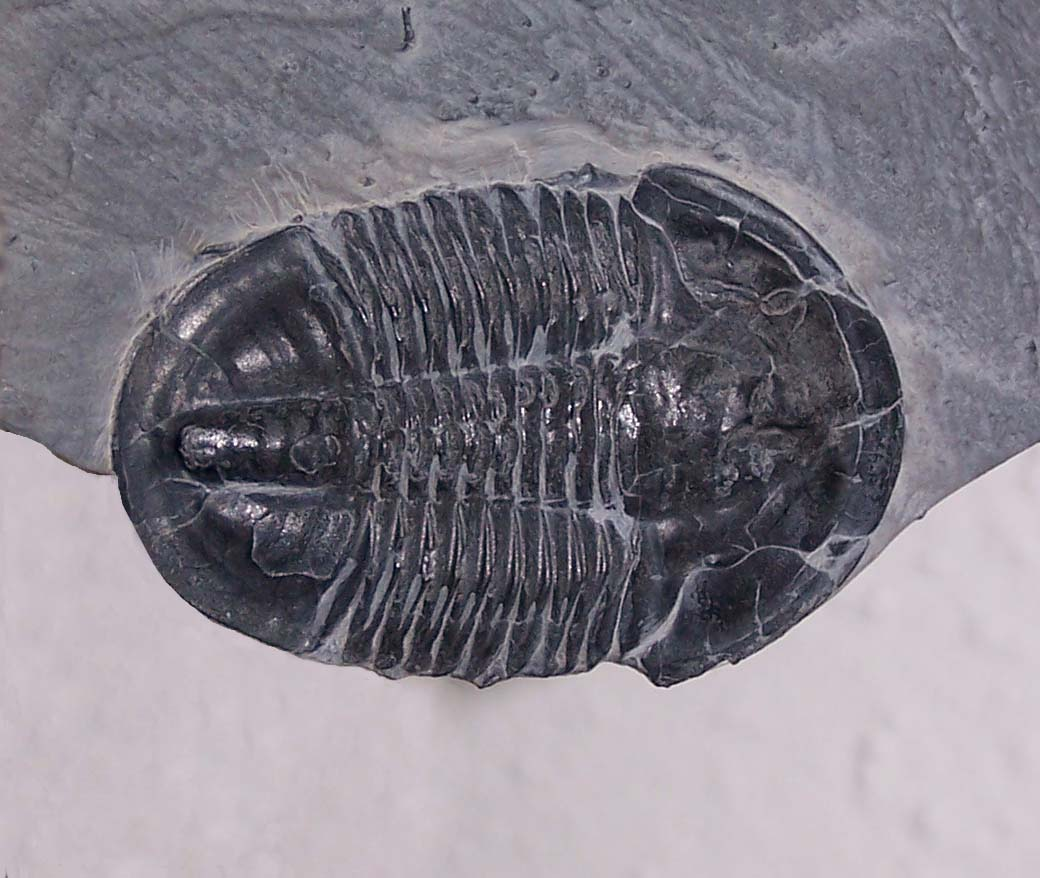
Викопний трилобіт, найдавніший представник членистоногих

#### Ченцзянська фауна (525—520 млн років)

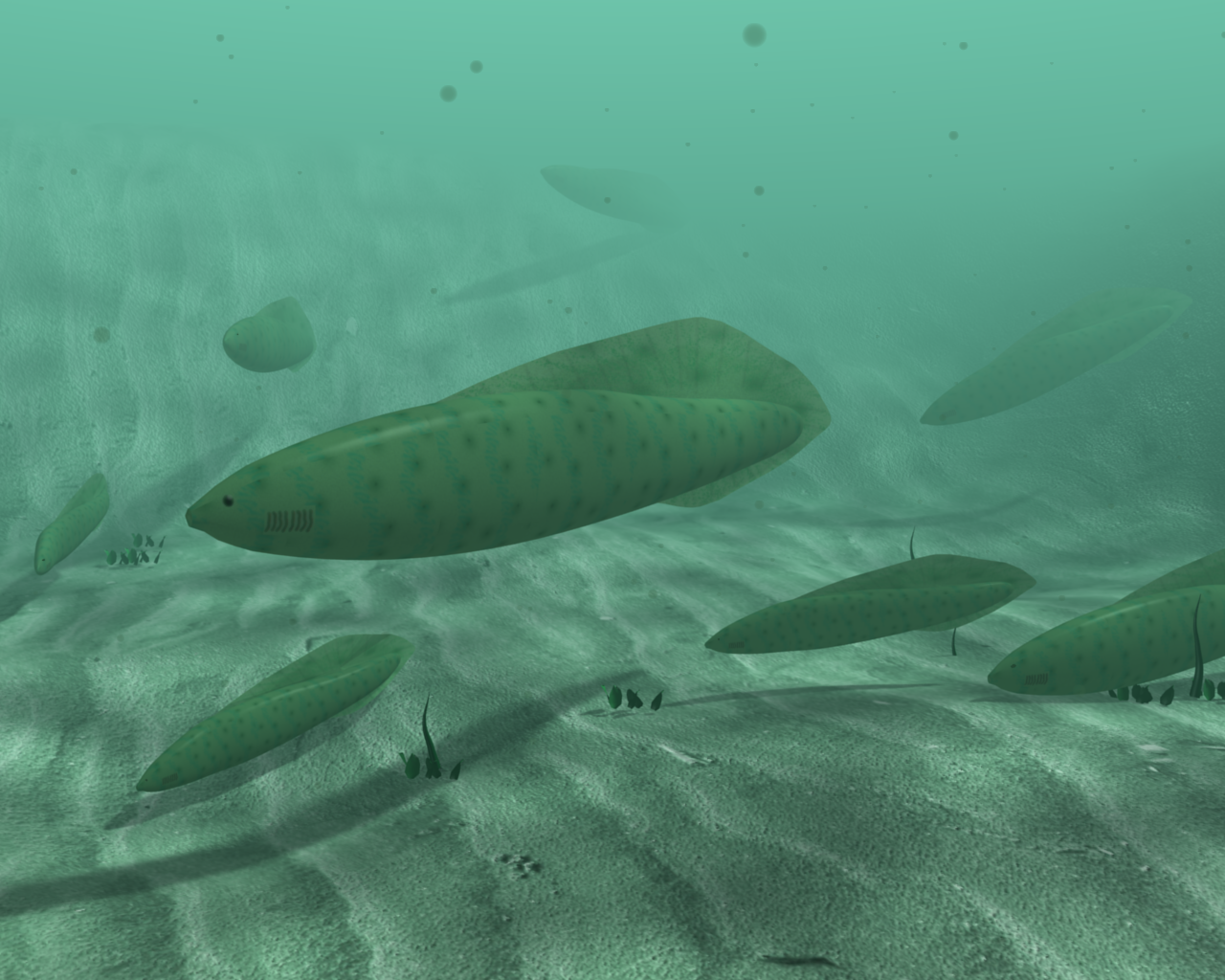
Haikouichthys — реконструкція

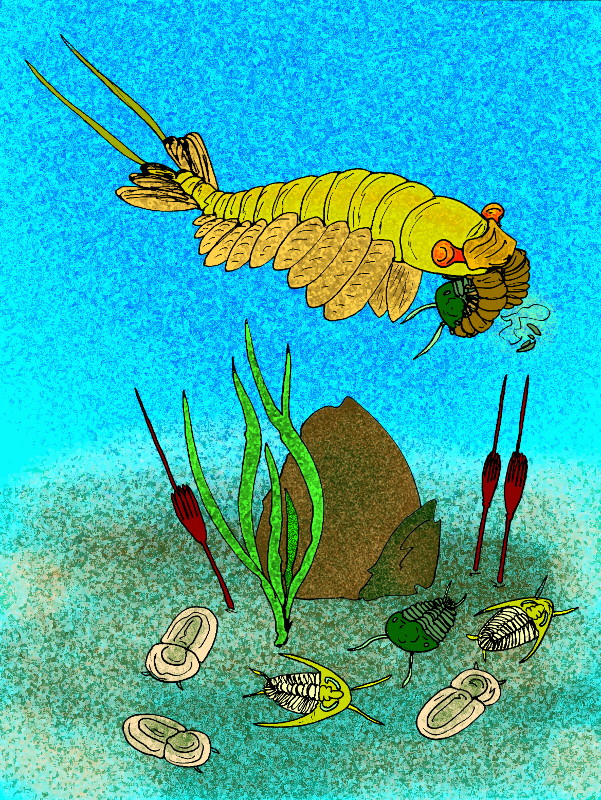
Аномалокаріс — реконструкція

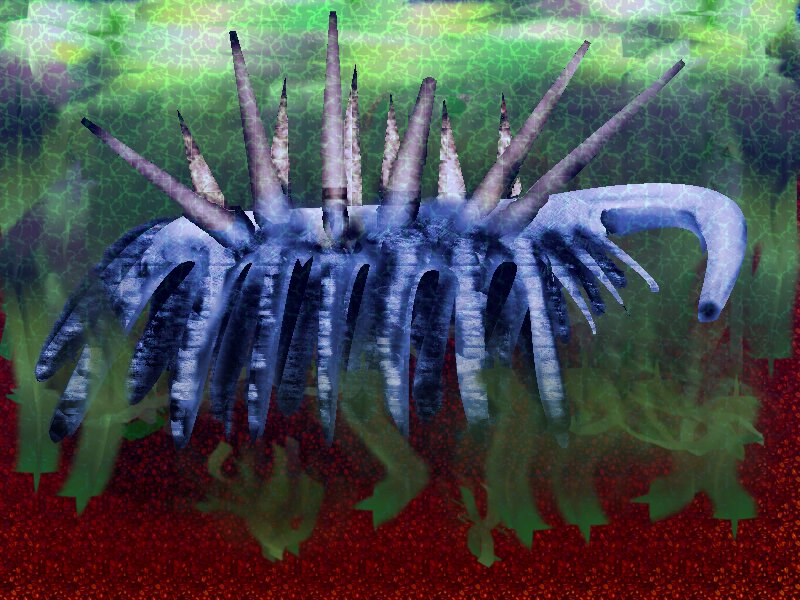
Hallucigenia — реконструкція

#### Сланці Берджес (515 млн років)

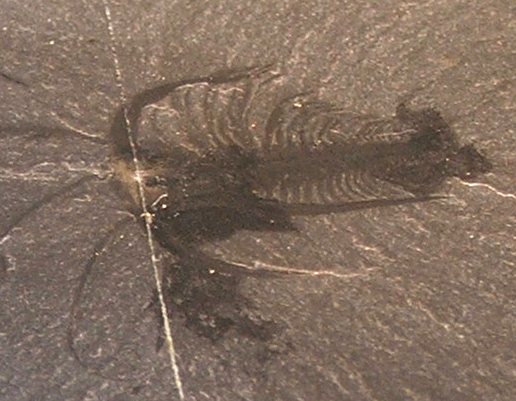
Marrella

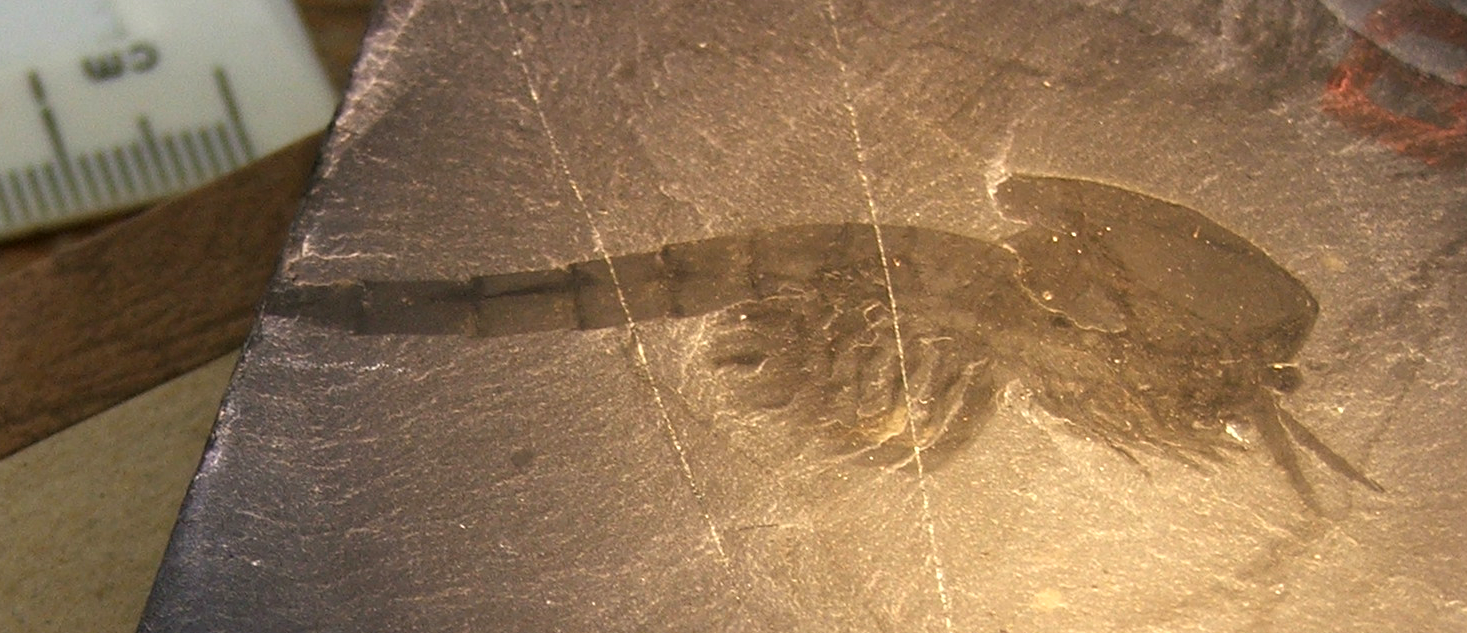
Waptia

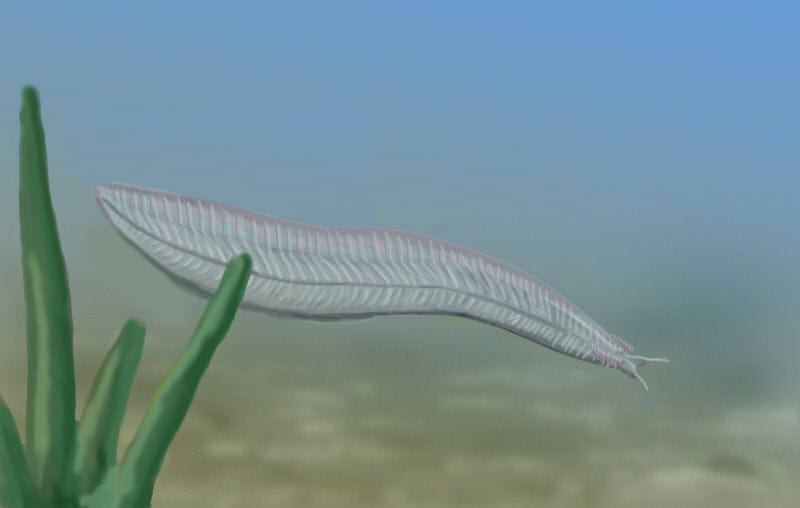
Pikaia — реконструкція